# 广济街道 (丹东市)
广济街道，是中华人民共和国辽宁省丹东市元宝区下辖的一个乡镇级行政单位。

## 行政区划
广济街道下辖以下地区：
县前一社区、县前二社区、崇建社区、广济社区、中富社区和朝凤社区。